# Радмила Марковић
Радмила Мила Марковић (рођ. Радуновић),  (Заостро, 5. децембар 1937 — Београд, 5. децембар 2020) била је југословенски и српски економиста, спортиста-рукометашица и спортски радник, члан ОРК „Београд” и репрезентације Југославије (1959—68) и председница ОРК Београд (1994—2017).

## Каријера
Рођена је у Заостру, а 1937. године, а детињство провела у Будимљи (Беране) где је тренирала кошарку.
Након досласка у Београд на студије Економског факултета почела је да игра за УРК Студентски град, где ју је врло брзо приметио Јездимир Станковић и одвео у ОРК Београд, чији је била члан до 2017. као играч, рукометни радника, а након тога и председница клуба. Играла је за репрезентацију Југославије на Светском првенству 1962. године у Румунији.
Годину дана након преласка у ОРК Београд постаје репрезентативка и на Светском првенству 1965. године у Западној Немачкој као капитен екипе осваја сребрну медаљу и бива проглашена за најбољег пивотмена на свету. Са ОРК „Београдом“ освојила је наслов првака државе 1961. године, а победнички пехар Купа Југославије, 4. пута 1962, 1963, 1967 и 1968. године.
Као дипломирани економиста свој радни век провела је у Лутрији Београда, почевши од референта и врло брзо се радом и ангажовањем „попела“ до места директора сектора, одакле је и отишла у пензију.
Поред непрекидног ангажовања у ОРК Београду као рукометни радник, од 1994. до 2017. године била је председник клуба и председник Скупштине клуба, као прва жена на овим функцијама. Успела је да постави клуб на „сопствене ноге“, организујући му самостално финансирање. То је једини женски београдски клуб који од свог постанка непрекидно постоји до данас. Била је и дугогодишњи члан органа и тела Рукометног савеза Југославије и Рукометног савеза Србије.
Преминула је 5. децембра 2020. године, а сахрањена је у Алеји заслужних грађана на Новом гробљу.

## Награде и признања
- Сребрна медаља на Светском првенству у рукомету 1965. године у Западној Немачкој са репрезентацијом Југославије
- Најбољи пивотмен на свету на Светском првенству у рукомету 1965.
- Купа Југославије, 4. пута 1962, 1963, 1967 и 1968. године са ОРК Београдом
- Орден рада са сребрним венцем
- Награде за животно дело Удружења државних репрезентативаца Србије
- Признања Рукометног савеза Србије поводом 50. и поводом 65. година, за допринос српском рукомету.[2]